# 烏爾林甘

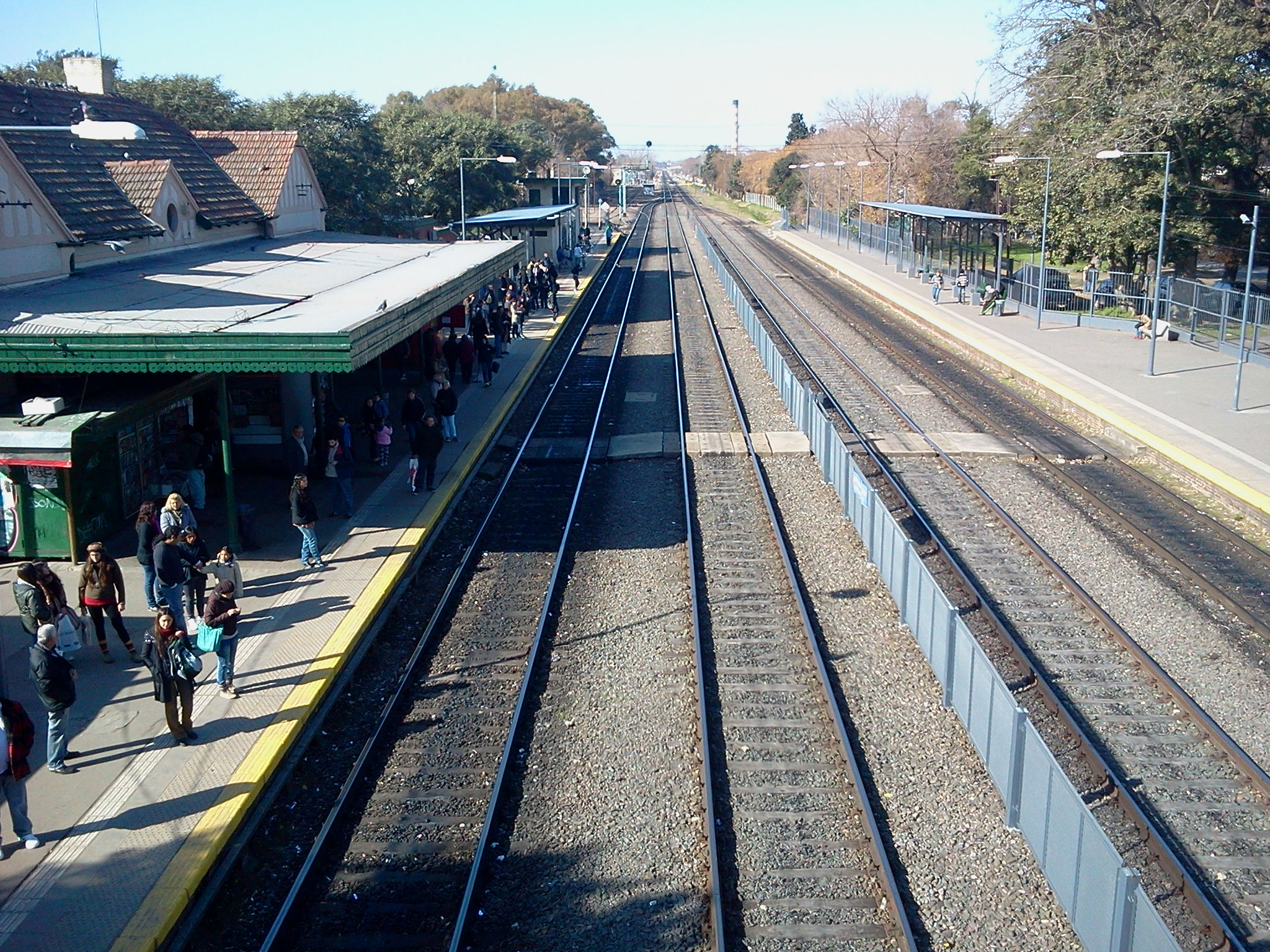

赫灵厄姆（西班牙語：Hurlingham）是阿根廷的城鎮，位於該國東部，由布宜諾斯艾利斯省負責管轄，距離布宜諾斯艾利斯約20公里，面積8.82平方公里，海拔高度26米，2001年人口60,165。

## 外部連結
- （西班牙文） Official Website
- Sitio federal